# 白手杖安全日
白手杖安全日（英語：White Cane Safety Day）是美國的一個全國性紀念活動，自1964年起，每年10月15日都會舉行慶祝。設立這個日子是為了慶祝盲人或視力障礙者的成就，以及盲人的重要象徵和獨立工具——白手杖。
1964年10月6日，美國國會的一項聯合決議H.R. 753被簽署成為法律，成為美國聯邦公法第88–628號，並編入美國法典第36编 § 第142節。該決議授權美國總統宣布每年的10月15日為「白手杖安全日」。林登·詹森總統在聯合決議通過後數小時內簽署了第一個白手杖安全日布告。
2011年，白手杖安全日也被巴拉克·歐巴馬總統命名為美國盲人平等日。

## 外部連結

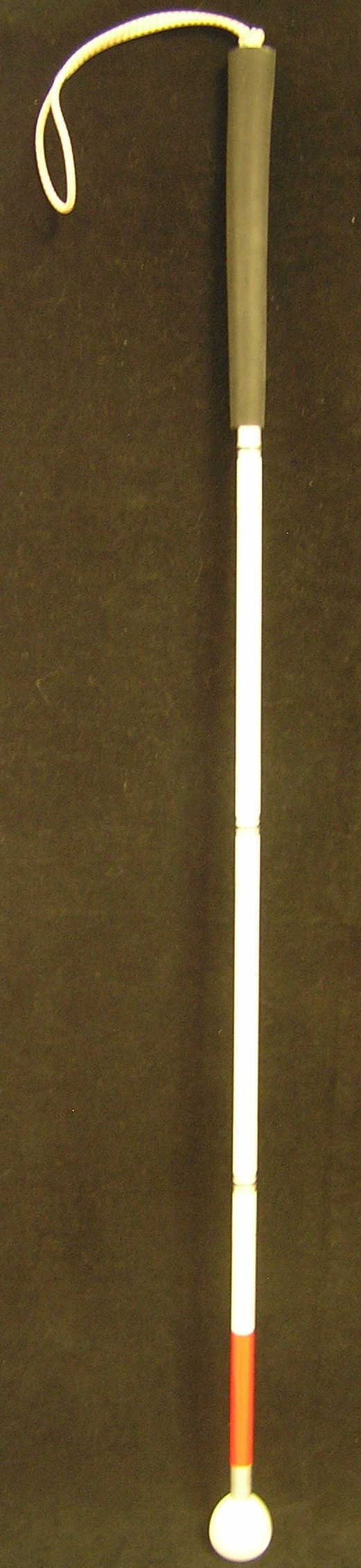
一根長長的白色手杖，是白手杖安全日的象徵

- White Cane Safety Day: A Symbol of Independence (article from the National Federation of the Blind web site)
- White Cane Safety Day celebration website （页面存档备份，存于）
- 36 U.S.C. § 142
- Special Postal Cover and Cancellation on occasion of 2009 International White Cane Safety Day, 15 Oct 2009, launched at GPO Bangalore （页面存档备份，存于）